# Fatou, l'espoir
Pour plus de détails, voir Fiche technique et Distribution.
Fatou, l'espoir est un téléfilm français de Daniel Vigne qui raconte la suite du téléfilm Fatou la Malienne.

## Synopsis
Trois ans après avoir été séquestrée et violée lors de son mariage forcé, Fatou revient à Paris. Oblitérant le passé, elle s’est entièrement consacrée à sa carrière. Sa réussite est éclatante : elle vient pour coiffer les défilés de couturiers. Hélas, dès son arrivée, la jeune fille est rattrapée par le passé. Et ses blessures, jamais soignées, s’ouvrent… Fatou, fuyant tout contact avec les hommes, constate aussi les dégâts subis par sa famille : sa mère, humiliée, a quitté son père ; lui-même, dévasté, a quitté le clan malien et s’est volatilisé… Fatou, l’Espoir est l’histoire de la réparation de la jeune femme. Une réparation qui passe par la recherche de son père et la réunification de ses parents. Elle passe aussi par la découverte, enfin, d’un véritable amour. Du désir. Et de la confiance…

## Fiche technique
- Date de sortie : 16 avril 2003 (Fr)
- Réalisateur :Daniel Vigne
- Scénariste : Daniel Vigne
- Montage :  Thierry Simonnet
- Costumes : Lucien Perochon
- Décors :  Jimena Esteve
- Direction artistique : Jean-Louis Bouban
- Photo : Claire Garate
- Langue : français
- Genre : Film dramatique
- Durée : 90 minutes

## Distribution
- Fatou N'Diaye : Fatou Kebe
- Dioucounda Koma : Sidi Kebe(comme Diouc)
- Mariam Kaba : Aminata Kebe, la mère de Fatou
- Pascal N'Zonzi : Kebe, le père de Fatou
- Tatiana Rojo : Malika
- Claudia Tagbo : Hawa Kebe
- Thierry René : Lyassou (comme Thierry Ashanti)
- Anne-Marie Omoruyi : Lydia
- Anthony Palisser : Sherman
- Thierry de Carbonnières : Rémy
- Christopher Caballero : Willy
- Petra Bochnickova : Vanina
- Fatou Diouf : Rose
- Jennifer Zubar : Lily
- Virgile Fouilou
- Meiji U Tum'si: Marana